# Elsje Christiaensbrug
De Elsje Christiaensbrug (brug 2474) is een vaste brug in Amsterdam-Noord.
De verkeersbrug is gelegen over het Buiksloterkanaal en ligt in de Tolhuisweg. Die laatste weg groeide in de 21e eeuw uit tot een verkeersweg tussen de Van der Pekbuurt (een relatief oude woonbuurt) en de Overhoeksbuurt (een relatief nieuwe woon/winkelbuurt met bedrijven). Die laatste buurt ontstond tijdens de ontwikkeling van het terrein rondom Gebouw Overhoeks, omgedoopt tot A'DAM Toren. Over het Buiksloterkanaal werd voor de ontwikkeling van die buurt een aantal nieuwe bruggen neergelegd, maar deze lag er al. Dat is bijvoorbeeld te zien aan het bij de brug gelegen Portierswoning Shell, dat in 2013 tot gemeentelijk monument bestempeld werd.
De eerste brug alhier dateert van de midden jaren twintig, toen hier de haven van de Buiksloterveer verder werd uitgegraven tot eind/begin van het Buiksloterkanaal. De brug kreeg toen nummer 50 mee. Doordat het achterliggend terrein bijna geheel in gebruik werd genomen door de voorlopers van de Shell en Koninklijke Shell zelf, ging de brug over in “privé-eigendom en verloor dat nummer. Shell en haar voorlopers zoals de Bataafsche Petroleum Maatschappij breidden hun werkzaamheden hier steeds verder uit met als architectonische hoogtepunten het laboratorium aan de badhuiskade, de eerdere genoemde portierswoning en de Overhoekstoren. Daarna is de brug nog een keer aangepast, maar dan vermoedelijk nog steeds onder het beheer van Shell.
In 2003 kocht de gemeente Amsterdam het gehele terrein van Shell en viel de brug weer onder haar beheer. Aangezien er bij de ontwikkeling van het fabrieksterrein tot woon/winkelgebied meerdere bruggen noodzakelijk waren, werd het brugnummer ingepast in de serie voor nieuwe bruggen. In 2015 werden namen bedacht voor de nieuwe bruggen en daarbij kwam de naam Elsje Christiaensbrug naar voren. De brug werd zodoende vernoemd naar de jongedame Elsje Christiaens, die als straf voor een moord gewurgd werd op de Dam en vervolgens opgehangen werd op Volewijck om te verteren in lucht en door vogels. Dat laatste werd door Rembrandt van Rijn vastgelegd in een tekening.
in 2023 werd de brug voorzien van een "muurschildering" getiteld Ecologische voetafdruk.

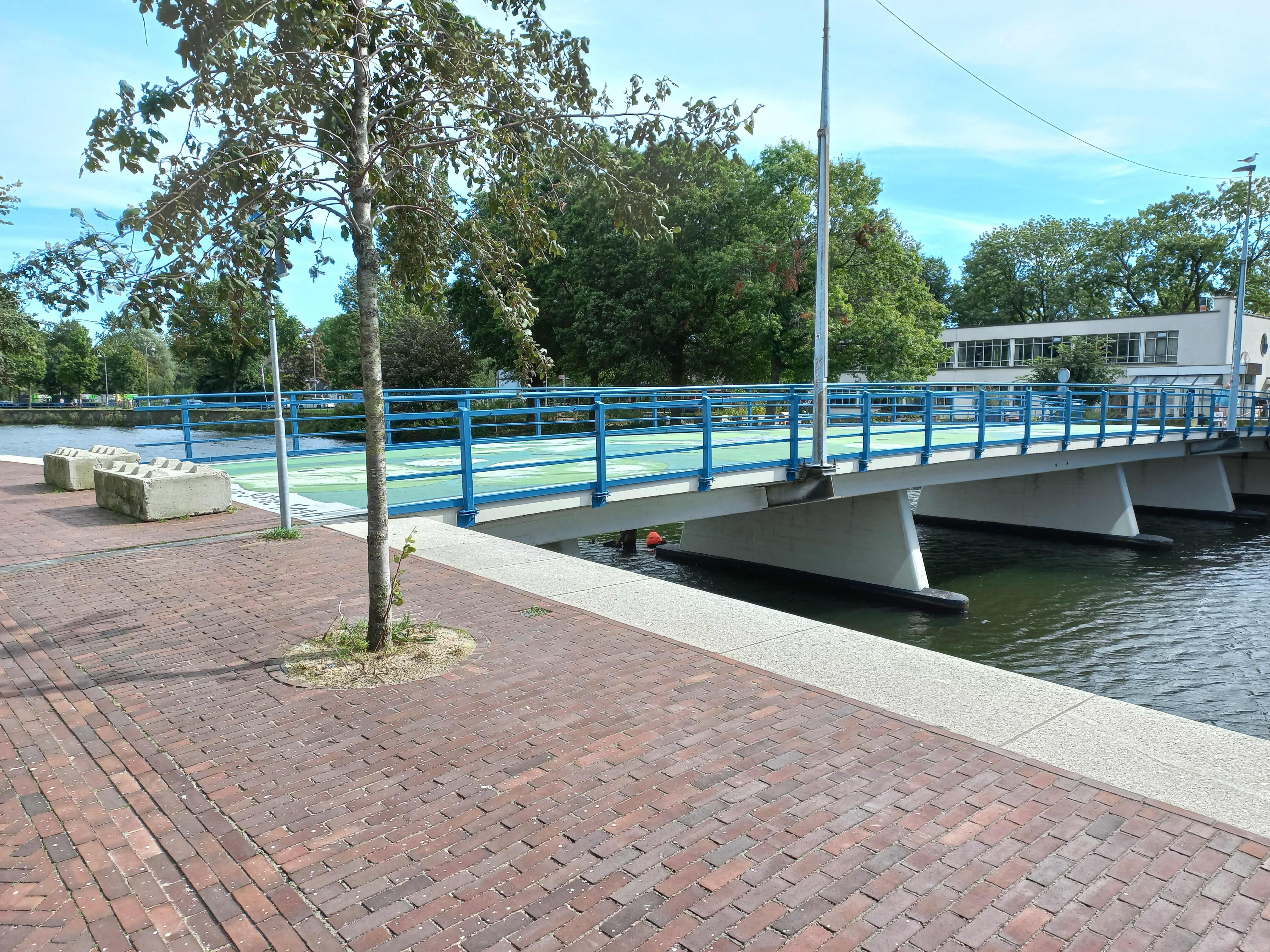
Elsje Christiaensbrug (september 2023)

2400 · 2401 · 2402 · 2403 · 2404 · 2405 · 2406 · 2407 · 2408 · 2409 ·  2410 · 2411 · 2412 · 2413 · 2414 · 2415 · 2421 · 2422 · 2423 · 2424 · 2425 · 2426 · 2427 · 2428 · 2429 · 2430 · 2431 · 2432 · 2433 · 2434 · 2435 · 2436 · 2437 · 2438 · 2439 · 2441 · 2451-2453 · 2454 · 2455 · 2456 · 2457 · 2459 · 2461 · 2462 · 2468 · 2469 · 2470 · 2471 · 2472 · 2473 · 2474 · 2475 · 2476 · 2477 · 2478 · 2480 · 2481 · 2482 · 2483 · 2484 · 2485 · 2486 · 2487 · 2488 · 2489 · 2490 · 2491 · 2492 · 2493 · 2494-2499
Brugnummers 2416, 2417, 2418, 2419, 2420, 2441, 2442, 2443, 2444,  2445, 2446, 2447, 2448, 2449, 2450, 2458, 2460, 2463, 2464, 2465, 2466, 2467, 2479 zijn niet vergeven.